# Panorpa leei
Panorpa leei är en näbbsländeart som beskrevs av Cheng 1950. Panorpa leei ingår i släktet Panorpa och familjen skorpionsländor. Inga underarter finns listade i Catalogue of Life.